# 보코이역
보코이역(일본어: 母恋駅 ぼこいえき[*])은 일본 홋카이도 무로란시에 위치한 홋카이도 여객철도 무로란 본선의 철도역이다. 역 번호는 M35이며, 상대식 승강장 2면 2선의 구조를 갖춘 지상역이다.

## 이용 현황
- 1981년도 : 754명
- 1992년도 : 526명

## 역 주변
- 국도 제36호선
- 닛코 기념 병원
- 닛코 기념 간호학교
- 지큐미사키

## 역사
- 1935년 12월 29일 : 일본국유철도의 역으로서 개업. 여객 · 수소화물 취급의 간이역으로서 가솔린카만 정차.
- 1940년 6월 10일 : 여객역으로서 승격. 소화물 취급.
- 1980년 5월 15일 : 소화물 취급 폐지.
- 1984년 4월 1일 : 간이위탁역이 됨.
- 1987년 4월 1일 : 일본국유철도 분할 민영화에 의해, 홋카이도 여객철도가 승계.
- 1999년 : 위탁 업무 개시.

## 인접 역
| 홋카이도 여객철도 무로란 본선 지선 | 홋카이도 여객철도 무로란 본선 지선 | 홋카이도 여객철도 무로란 본선 지선 |
| ---------------------------------- | ---------------------------------- | ---------------------------------- |
| M 34 미사키 히가시무로란 방면      | ■ 무로란 본선 지선                 | 무로란 M 36 무로란 방면            |